# 智顗
釋智顗（538年—597年），俗姓陈，字德安，法名智顗，法號智者，荆州华容（縣治位於今湖北潜江）人，漢傳佛教出家僧侶。曾居於天台山國清寺，人稱天大師；但事實上為天台宗的實際創始人，後世尊崇他為天台宗四祖。智者大師完成了“天台三大部”《法華文句》、《法華玄義》、《摩訶止觀》；佛學思想承襲於南嶽慧思禪師。
其学说以《法华经》为主教依据，故天台宗亦称法华宗；广弘教法，创五时八教的判教，发明一念三千，圆融三谛的思想；强调止观双修的原则，立一心三观。智顗于陈、隋两朝深受帝王礼遇，隋煬帝楊廣授予智顗“智者”之号，世稱智者大师。被譽為東土釋迦。

## 生平
其先祖出身穎川郡（位於今河南省許昌縣），為潁川陳氏，在東晉初年，家族遷居荊州華容。其父陳起祖，通經傳，有武略，在蕭繹任荊州刺史時，為其幕僚。在蕭繹登基為梁元帝後，封益陽縣開國侯。其母徐氏，是位虔誠佛教信徒。智顗是家中次子，其長兄陳鍼。
智顗目有雙瞳，因出生時有祥瑞，幼名王道，又名光道，後成為他的字。7歲時就表現出對佛教的興趣。554年（梁承聖3年），西魏宇文泰派于謹等人領軍南下，攻陷江陵，梁元帝出城投降，後被殺。因此戰亂，在其15歲時，智顗全家北至硤州（今湖北省宜昌市西北），依靠其舅，因而升起出家的願望，但未獲父母同意。在其父母過世後，經其兄同意與王琳的資助下，在他18歲時，至湘州（縣治位於今湖南長沙），在果願寺法绪門下出家，法緒為他授十戒，並教導其律藏。20歲時，智顗受具足戒，師事慧曠律師，學習大乘經典。之後進入大賢山（位於今湖南省衡陽縣）潛修，學習法華三部經（包括《法華經》、《無量義經》、《普賢觀經》）等，並進行方等懺法。當時慧思禪師駐錫在光州（縣治位於今河南省光山縣）大蘇山，智顗在23歲時，前往參學，修习禅法，證得法華三昧前方便，發初旋陀羅尼。他曾代慧思說法，開講大品般若經。
慧思後移居衡山，命他往南方傳播佛法，智顗在567年（陳光大元年）到達陳朝的首都金陵（今南京市）。智顗獲得當地著名佛教僧侶，如興皇法朗、長干慧辯等人的支持，官員徐陵、毛喜等人都成為他的信徒。沈君理請智顗住錫瓦官寺，講《法華經》。智顗在此居住八年，開講《大智度論》與《次第禪門》。因徒眾過多，事務繁雜，妨礙修行，智顗決定入山林修行。575年（陳太建7年）秋天，入天台山（位於今浙江省天台縣），在此隱修，後建立寺院，即後來的國清寺。智顗在北峰上獨修頭陀行，證入一實諦法門。在此居住一段時間後，陳宣帝下詔建寺，以始豐縣的稅收，來作為國清寺的支出之用。其徒眾慢慢擴大。
智顗在天台山修行11年，據說他在浙江天台山居住时，为使临海居民放棄以捕鱼杀生为业，曾自舍身衣，并劝募众人购置放生池，复传授池中族类“三皈戒”，为彼等说《金光明经》、《法华经》等，以结法缘，从而开佛教放生会之滥觞。陈后主即位後，詔請智顗回金陵。584年（陳至德2年），智顗回到金陵，入宮說法。初居靈曜寺，在此開講《仁王般若經》。因此地房屋狹小，後移居光宅寺。陳後主及太子陈渊等，皆尊崇智顗，太子曾請智顗授菩薩戒。587年（陳禎明元年），于光宅寺讲《妙法莲华经》，其講課內容在其弟子章安灌頂收集後，集成《法華文句》。
588年（陳禎明2年，隋開皇8年），隋文帝派兵南下，陳朝覆亡。為避金陵戰亂，智顗準備回到荊州，途中居留在潯陽匡山（即廬山，位於今江西九江）。秦孝王楊俊曾想招募智顗，但因為發生叛亂，智顗並沒有前往。590年（隋開皇10年），原擔任并州總管的晉王楊廣（後來的隋煬帝），調任揚州總管，鎮守江都（今江蘇省揚州市），在此創立慧日道場，招請各地著名佛教僧侶，前往講學。591年（隋開皇11年），在晉王楊廣的召請下，智顗至揚州總管寺，為其授菩薩戒，受贈「智者」稱號。592年（隋開皇12年）3月，智顗由揚州返回廬山，途中曾至衡山，至慧思墓塔所在探視。在當年底，回到荊州，在當陽縣玉泉山建造精舍，即玉泉寺。智顗在玉泉寺講經的內容，後經其弟子章安，集成《法華玄義》與《摩訶止觀》。
596年（隋開皇15年），受晉王楊廣邀請，智顗再度至揚州，居禪眾寺，撰寫《淨名經疏》，面呈給楊廣。同年9月，回到天台山，與弟子整理舊有居所。智顗向其弟子預告其死期將近。口授《觀心論》。597年（隋開皇17年）冬天，智顗在天台山過世，年60歲，僧臘40。

## 思想
智顗眼見佛教教義複雜，佛經文義互相抵牾，遂建立「判教」的學說，認為佛教教導的不同階段，對應佛陀生平的不同時期，以及佛陀在那一時期的受眾。教義的每個層次都有效，都是邁向佛教真理的一步，而最終最圓融的教義見於《妙法蓮華經》（《簡稱法華經》），智顗依此经立“五时八教”的判教理论。所谓“八教”，即为“化法四教”，是教化众生的法门、化益的内容，即藏教、通教，别教、圆教；“化仪四教”，是说佛教的教化过程和方式，即顿教、渐教、秘密教、不定教。化仪譬如药方，化法譬如药味。
智顗臨終時，對弟子誰可宗仰的詢問，回答：「豈不曾聞波羅提木叉是汝之師，吾常說四種三昧是汝明導……唯此大師能作依止。」。

## 一念三千
“一念三千”是智者大师的獨到見解。佛教首先將衆生分爲十法界：佛、菩薩、緣覺、聲聞、天、人、修羅、畜生、餓鬼、地獄。這十法界每一界又有十法界，比如人中，有人間佛、菩薩、緣覺、聲聞、天、人、修羅、畜生、餓鬼、地獄。這樣十乘十就是一百法界。每一界又具《妙法蓮華經》中所講的十如是：如是相、如是性、如是體、如是力、如是作、如是因、如是緣、如是果、如是報、如是本末究竟。一百法界乘十如是，就是一千如是。再乘以三種世間：國土世間、眾生世間、五陰世間，就是三千世間。三千世間就在一念心中，所以稱為“一念三千”。《摩诃止观》卷五云：“此三千在一念心，若无心而已，介尔有心，即具三千。亦不言一心在前，一切法在后，亦不言一切法在前，一心在后，例如八相迁物，物在相前，物不被迁，相在物前，亦不被迁。前亦不可，后亦不可，只物论相迁，只相迁论物。今心亦如是。若从一心生一切法者，此即是纵，若心一时含一切法者，此即是横。纵亦不可，横亦不可，只心是一切法，一切法是心故。非纵非横，非一非异，玄妙深绝，非识所识，非言所言，…… 所以称为不可思议境界。”

## 師承
- 南岳慧思

## 法嗣
- 章安灌頂

## 主要著述
智顗專志於講學，少有著述。其著述多由其門下弟子隨錄整理成書。其中《法華玄義》、《法華文句》、《摩訶止觀》、《小止觀》、《觀心論》等，流传久远，在日本也有很大影响。
按道宣《大唐內典錄》（公元664年）、最澄《傳教大師將來台州錄》（公元804年）、圓仁《入唐新求聖教目錄》（公元838年）、圓珍《智證大師請來目錄》（公元853年），至中唐時所認定的天台智者著作，現存者如下：
- 法華部
  - 《妙法蓮華經玄義》
  - 《妙法蓮華經文句》
  - 《妙法蓮華經觀音品玄義》（簡稱觀音玄義）
  - 《妙法蓮華經觀音品義疏》（簡稱觀音義疏）
- 維摩部
  - 《維摩經玄疏》（含《四悉檀義》、《三觀義》、《四教義》之內容）
  - 《維摩經文疏》（前二十五卷親撰，後三卷章安灌頂續補；荊溪湛然刪略為《維摩經略疏》十卷）
  - 《四教義》（由《淨名玄義》分出）
- 雜疏部
  - 《金光明經玄義》
  - 《金光明經文句》
  - 《請觀音經疏》
  - 《菩薩戒義疏》（又名梵網經義記）
  - 《仁王護國般若經疏》[40]
  - 《金剛般若經疏》[41]
  - 《觀無量壽佛經疏》[42]
  - 《阿彌陀經義記》[43]
- 止觀部、禪門部
  - 《摩訶止觀》（又名圓頓止觀）
  - 《禪門修證》（又名釋禪波羅蜜次第法門）
  - 《禪門章》
  - 《禪門要略》
  - 《六妙法門》
  - 《禪門口訣》
  - 《小止觀（日语：天台小止観）》（又名修習止觀坐禪法要、略明開矇初學坐禪止觀要門）
  - 《法界次第初門》
  - 《覺意三昧》
  - 《三觀義》（由《淨名玄義》分出）
  - 《觀心論》(又名煎乳論)
  - 《觀心食法》
  - 《觀心誦經法》
  - 《天台智者大師發願文》
  - 《法華三昧行法》（又名法華三昧懺儀）
  - 《方等三昧行法》（又名大方等行法。另有別行本收於《國清百錄》，名方等懺法）
  - 《金光明懺法》（收於《國清百錄》）
  - 《請觀世音懺法》（又名請觀音行法，收於《國清百錄》）
  - 《五方便念佛門》（有廣本、略本[44][45]。廣本疑為後人於中間部份增附華嚴宗念佛義、大寶積經念佛文而成[46]）

智顗的著述，據稱尚有《彌勒成佛經疏》、《大智度論疏》、《般舟三昧行法》、《雜觀行》等，不過已散佚不存。另外，慈雲遵式的〈天台教觀目錄〉中以《四念處》和《淨土十疑論》為天台智者所作。不過，內典錄、台州錄載《四念處》作者為章安灌頂。而最早登載淨土十疑論（阿彌陀經決十疑）的目錄台州錄不記其作者名號，書中又引用玄奘的《大唐西域記》和唐代譯出的《雜集論》。因此，這兩部著作是否為智顗所作尚有疑問。
宋代時，天台宗山家、山外派對《金光明經玄義》（廣本）真偽看法不同。另外，山外派的孤山智圓認為世傳《阿彌陀經義記》詞俚義疏，懷疑是日本人假託智顗而作。又據新編諸宗教藏總錄，淨覺仁岳認為《金剛般若經疏》非智顗所作，東域傳燈目錄則指此疏與署名為僧肇（據引文比對，其真實作者是謝靈運）的《金剛經注》不異。
據近人之研究，《觀無量壽佛經疏》採用不少淨影慧遠觀經義疏的見解，其五重玄義之文取自智顗《金光明經疏》，故近代學者疑觀經疏非智顗所作。《仁王護國般若經疏》現存本為元豐年間（1078-1085）從日本傳入。據近人之研究，認為此疏採用不少吉藏仁王經義疏的見解，或許為後人假託之作。

## 往生
智顗常發願往生彌勒佛的兜率淨土，臨終時云觀音來迎，並答修行至圓教五品位。《報恩錄》、《淨土往生傳》與《往生集》，將智顗列入往生西方彌陀淨土之高僧。《續高僧傳》則載智顗之徒智晞在臨終前，回答於夢中見到智者大師在兜率天。荊溪湛然認為無論求生兜率或臨終前觀音來迎，都是隨機教化的示現方便。智顗弟子永陽王亦是發願「或見生安樂世界，或處兜率天宮。」
印光大师認為，智者大师是释迦牟尼佛之化身。

## 外部連結
- 吳汝鈞：〈天台三大部所反映智顗大師的心靈哲學 （页面存档备份，存于）〉。
- 大监利：〈佛教三祖——智顗（yǐ）〉。
- 釋性廣：
  - 〈智顗大師止觀修證歷程之研究 （页面存档备份，存于）〉
  - 〈智顗大師晚年止觀修證之研究 （页面存档备份，存于）〉